# Eugénie Kuffler
Eugénie Kuffler (* 1949 in Baltimore) ist eine US-amerikanische Komponistin, Flötistin und Tänzerin.
Kuffler, die als Tochter des Neurobiologen Stephen W. Kuffler geboren wurde, studierte Musik und Tanz am Peabody Conservatory in Baltimore (1956–59) und am New England Conservatory in Boston (1959–66) und spielte Flöte im Greater Boston Youth Symphony Orchestra. 1967 übersiedelte sie nach Paris. Hier studierte sie bis 1971 Komposition bei Nadia Boulanger und Max Deutsch sowie bei Henri Dutilleux an der École normale de musique de Paris und Flöte bei Gaston Crunelle am Conservatoire de Paris.
Von 1973 bis 1975 besuchte sie die Klasse von Pierre Schaeffer und Guy Reibel bei der Groupe de recherches musicales. Später studierte sie noch klassischen Gesang bei Bernadette Val (1988–92), Yves Müller und Sophie Boulin (1994) sowie afrokubanischen Tanz bei Oscar Hernandez und Daniela Giacone (1999).
Von 1967 bis 1973 war Kuffler Mitglied der Interpreten- und Komponistengruppe GERM, mit der sie Konzerte u. a. in London, Wien, Rotterdam und Paris gab. 1973 gründete sie mit Philippe Drogoz das avantgardistische Kabarettduett 010, das u. a. in Paris, Avignon, Marseille, New York und San Francisco auftrat. Daneben moderierte sie
1977–78 bei Radio France Musique die Sendung Qui dit Quoi à Qui?
Seit 1980 realisierte Kuffler Sendungen für Radio France Culture und trat mit Soloprogrammen bei der Biennale de Paris, den Frauenwochen in Wien und Hambourg, dem Festival de Performance in Lyon und der Musica Strasbourg auf.
Sie wurde Mitglied in dem Frauen-Improvisationsensemble Hot Chills und spielte im Sommer im Woods Hole Folk Orchestra von Cape Cod. Zwischen 1999 und 2008 produzierte sie mit der Conexión Habana, einem Tanz-, Musik- und Schauspielensemble neun Theaterstücke in Kuba.

## Kompositionen
- The Ballad of Cormac für Mezzosopran und Keltische Harfe, 1968
- One Overtone Beat für acht Instrumente, 1973
- Pièces détachées für Flöte, 1975
- Moving in, 1973
- Le Rêve de Siméon für Instrumentalensemble, 1978
- Feu für Stimme und Instrumentalensemble, 1980
- Terrain Vague für Flöte, Stimme, Horn, Cello und Klavier, 1980
- L'hirondelle für Flöte, 1981
- L'épervier für Flöte, 1994
- Hot Chills-Winter, Spring, Autumn für Piccoloflöte, Klarinette, Cello, Klavier und Schlagzeug, 1996–97
- Equinoxe für Piccoloflöte, Klarinette, Cello, Klavier und Schlagzeug, 1997
- Chant Irisé für vier Frauenstimmen, 1997
- Plusieurs fois l'année für Flöte, Klarinette, Cello, Klavier und Schlagzeug, 1998
- Harlem Bleu, Ballade, 1998
- Souffle pour Odudua für Flöte solo, 1998
- Tierra Seca für Flöte, Rumflaschen, Stimme und Bewegung, 2000
- La femme du bar sombre für Mezzosopran und Klavier, 2001
- A propos de la guerre… für Mezzosopran und Klavier, 2001

## Musiktheaterstücke
- 00100010, musikalisches Kabarett, 1973
- Musique de Table, musikalisches Kabarett, 1975
- Lady Piccolo et le Violon Fantôme, musikalisches Kabarett, 1976
- Histoire d'Une, musikalisches Kabarett, 1978
- Monsieur Parfait d'Été et Great Mother, musikalisches Kabarett, 1979
- Yo ou l'Opéra Solitaire, musikalisches Kabarett, 1979
- Noctiluca, Tanztheater, 1999
- Agua y Tambor, 1999
- Yendo a viniendo de, 1999
- Huit images sur le chemin de Cobre, 2000
- Scènes quotidiennes de l'Indocubain, 2001

| Personendaten    | Personendaten                                        |
| ---------------- | ---------------------------------------------------- |
| NAME             | Kuffler, Eugénie                                     |
| KURZBESCHREIBUNG | US-amerikanische Komponistin, Flötistin und Tänzerin |
| GEBURTSDATUM     | 1949                                                 |
| GEBURTSORT       | Baltimore                                            |